# Paesi Bassi ai Giochi della XVIII Olimpiade
I Paesi Bassi parteciparono ai Giochi della XVIII Olimpiade, svoltisi a Tokyo dal 10 al 24 ottobre 1964, con una delegazione di 125 atleti impegnati in 12 discipline per un totale di 57 competizioni. Il portabandiera alla cerimonia di apertura fu il judoka Anton Geesink, che avrebbe vinto la medaglia d'oro nella categoria Open sconfiggendo clamorosamente il rappresentante giapponese.
Il bottino della squadra, alla sua tredicesima partecipazione ai Giochi estivi, fu di dieci medaglie: due d'oro, quattro d'argento e altrettante di bronzo.

## Medagliere

### Per discipline
| Sport       | Oro | Argento | Bronzo | Totale |
| ----------- | --- | ------- | ------ | ------ |
| Ciclismo    | 1   | 0       | 1      | 2      |
| Judo        | 1   | 0       | 0      | 1      |
| Nuoto       | 0   | 2       | 1      | 3      |
| Canottaggio | 0   | 1       | 2      | 3      |
| Canoa/kayak | 0   | 1       | 0      | 1      |
| Totale      | 2   | 4       | 4      | 10     |

### Medaglie
| Medaglia | Atleta                                                                                         | Sport       | Evento                                       |
| -------- | ---------------------------------------------------------------------------------------------- | ----------- | -------------------------------------------- |
| Oro      | Evert Dolman Gerben Karstens Jan Pieterse Bart Zoet                                            | Ciclismo    | Cronometro a squadre                         |
| Oro      | Anton Geesink                                                                                  | Judo        | Open maschile                                |
| Argento  | Antonius Geurts Paul Hoekstra                                                                  | Canoa/kayak | K2 1000 metri maschile                       |
| Argento  | Steven Blaisse Ernst Veenemans                                                                 | Canottaggio | Due senza maschile                           |
| Argento  | Ada Kok                                                                                        | Nuoto       | 100 metri farfalla femminili                 |
| Argento  | Corrie Winkel Klenie Bimolt Ada Kok Erica Terpstra                                             | Nuoto       | Staffetta 4x100 metri misti femminile        |
| Bronzo   | Herman Rouwé Erik Hartsuiker Tim. Jan-Just Bos                                                 | Canottaggio | Due con maschile                             |
| Bronzo   | Lex Mullink Jan van de Graaff Freek van de Graaff Marius Klumperbeek Tim. Bobbie van der Graaf | Canottaggio | Quattro con maschile                         |
| Bronzo   | Gerard Koel Henk Cornelisse Jaap Oudkerk Cor Schuuring                                         | Ciclismo    | Inseguimento a squadre                       |
| Bronzo   | Pauline van der Wildt Toos Beumer Winnie van Weerdenburg Erica Terpstra                        | Nuoto       | Staffetta 4x100 metri stile libero femminile |

## Risultati

### Pallanuoto
| Atleta | Classifica |                        |
| --- | --- | ---------------------- |
| V · D · M Nazionale maschile olandese di pallanuoto · Giochi olimpici - Tokyo 1964 Hermsen • Leenards • van Spingelen • Wormgoor • van Dorp • H. Vriend • van der Voet • W. Vriend • Muller • Bultman • Kniest · CT : Ruud van Feggelen | 8° |                        |
| Nazionale maschile olandese di pallanuoto · Giochi olimpici - Tokyo 1964 | |                        |
| Hermsen • Leenards • van Spingelen • Wormgoor • van Dorp • H. Vriend • van der Voet • W. Vriend • Muller • Bultman • Kniest · CT: Ruud van Feggelen                                                                                     | Hermsen • Leenards • van Spingelen • Wormgoor • van Dorp • H. Vriend • van der Voet • W. Vriend • Muller • Bultman • Kniest · CT: Ruud van Feggelen | Paesi Bassi (bandiera) |